# Psicoteràpia individual
La teràpia individual o psicoteràpia individual és un procés dedicat al tractament de problemes psicològics, mitjançant la comunicació, la interacció i la relació establerta entre l'individu i el terapeuta, és a dir, és un espai de trobada amb un mateix. Aquesta trobada entre el pacient i el terapeuta ha de ser en un ambient d'acceptació, confidencialitat i obertura, on el pacient podrà expressar els seus problemes o les seves emocions. S'identifiquen els conflictes personals i el seu origen amb la finalitat de resoldre tot allò que no ens permet sentir-nos d'una forma adequada (feliços, tranquils, realitzats o satisfets).
Freqüentment, es parteix de situacions que en el present són causes de conflictes i dificultats per dirigir-se a trobar les millors solucions o alternatives.
Un aspecte essencial del treball terapèutic individual consisteix a trobar un nou significat o una nova visió per les experiències del passat perquè deixin de ser factors que no deixin avançar en el benestar personal i transformar les experiències en un factor més productiu per a la nostra vida.

## Objectiu
El principal objectiu en la teràpia és el desenvolupament i l'enfortiment psíquic. D'acord amb l'objectiu anterior, la teràpia pretén tenir un altre punt de vista sobre nosaltres mateixos i la nostra història. És a dir, quan una persona es veu d'una forma diferent, pot tenir diferent respostes davant del mateix problema o experiència.
En aquest procés es pretén:
- Ajudar a cada individu a adquirir la major comprensió en si mateix i en l'entorn que l'envolta.

- Intentar aconseguir canvis més positius cap a les diferents àrees de la vida.

- Poder superar dificultats i resoldre problemes.

- Aprendre a conviure i gestionar les emocions, com poden ser el dolor, la tristesa, la ira o la por.

- Promou el creixement personal, com per exemple, augmentar la confiança en si mateix i augmentar l'autoestima.

## Motius
Les persones busquen aquestes teràpies individuals per diferents temes. Com poden ser: afrontar els grans reptes que ens proposa la vida, afrontar traumes existents des de la infància, aconseguir erradicar amb la depressió clínica o l'ansietat, o, fins i tot, pel desig de créixer com a persona i per un major coneixement de si mateixos.

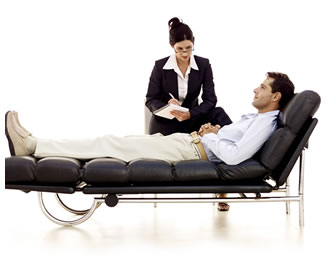
Pacient que acut a una sessió de psicoteràpia individual.

Uns altres factors que també poden ser motius per acudir a aquestes sessions poden ser per:
- Sortir d'una depressió
- Inseguretat personal
- Superar la por a fracassar
- Gestionar el sentiment de culpa
- Problemes de ressentiment i no poder oblidar el passat
- Problemes de concentració, obsessions, desconfiança...
- Regular comportaments additius
- Reconstruir-se a si mateix després d'haver patit situacions de violència (agressions, accidents, abusos, atemptats..)
- Gestionar l'estrès, la ira i la frustració
- Augmentar la autoestima
- Controlar les pors i fòbies
- Assimilar les pèrdues o el dol

## Duració i freqüència[5]
La duració de cada sessió varia segons el tipus de teràpia. Normalment la teràpia individual dura aproximadament 1 hora. Actualment, hi ha models de teràpia com el model breu que és de 15 a 20 sessions on es poden aconseguir grans resultats. Però, són el pacient i el terapeuta qui acorden la duració de les sessions segons la necessitat del pacient.
La freqüència recomanada en la fase d'avaluació i d'intervenció per obtenir resultats i perquè el treball sigui significatiu, és d'un cop per setmana. Però, si el pacient i el terapeuta consideren necessari una major o menor freqüència, es poden ajustar les sessions.

## Fases[6]
- Fase de preparació: es fa la recol·lecció de dades i l'observació dels patrons de la conducta.

- Fase d'orientació: s'estableixen uns objectius, s'ha de crear confiança entre el terapeuta i el pacient per tal de ser significatiu per ell.

· Es pretén que el pacient assisteixi a totes les sessions programades 
· S'espera que el pacient expliqui els problemes 
· Es busca obtenir una millor gestió de la malaltia o problema 
· S'estimula al pacient perquè visualitzi l'objectiu, el canvi.
- Fase de treball: es pretén aconseguir els objectius proposats.
- Fase final: s'obtenen els objectius de la teràpia.